# Monrupino
Monrupino (trong tiếng Slovenia Repentabor) là một đô thị ở tỉnh Trieste trong vùng Friuli-Venezia Giulia, tọa lạc khoảng 9 km về phía bắc của Trieste, tại biên giới với Slovenia. Tại thời điểm ngày 31 tháng 12 năm 2004, đô thị này có dân số 848 người và diện tích là 12,7 km². Theo điều tra dân số năm 1971, 77,3% dân số là người Slovenia
Đô thị Monrupino có các frazioni (các đơn vị cấp dưới, chủ yếu là các làng) Fernetti-Fernetiči, Col, Repen.
Monrupino giáp các đô thị sau: Sežana (Slovenia), Sgonico, Trieste.